# Ниженко, Алексей
Алексей Ниженко (род. 27 января 1989) — украинский самбист и дзюдоист, бронзовый призёр первенства Украины по дзюдо 2009 года среди молодёжи, бронзовый призёр чемпионатов Украины по дзюдо 2014 и 2015 годов, чемпион Украины по самбо 2021 года, призёр международных турниров по самбо, бронзовый призёр чемпионатов Европы по самбо 2016—2018 годов, бронзовый призёр чемпионата мира по самбо 2015 года, мастер спорта Украины международного класса по самбо. По самбо выступал в первой средней весовой категории (до 82 кг).